# Dominio de nivel superior geográfico
Un dominio de nivel superior de código de país (en inglés: country code top-level domain, ccTLD) o dominio de nivel superior geográfico es un dominio de Internet usado y reservado para un país o territorio dependiente.
Los ccTLD tienen una longitud de dos caracteres, y la mayoría corresponden al estándar de códigos de países ISO 3166-1 (las diferencias se explican más adelante). Cada país designa gestores para su ccTLD y establece las reglas para conceder dominios. Algunos países permiten que cualquier persona o empresa del mundo adquiera un dominio dentro de sus ccTLD, por ejemplo Austria (.at) o España (.es). Otros países solo permiten a sus residentes adquirir un dominio de su ccTLD, por ejemplo Australia (.au) y Andorra (.ad).

## Códigos ISO 3166-1 no utilizados como ccTLD
Los códigos .bl, .bq, .eh, .mf, .ss y .um, aunque teóricamente disponibles como 'ccTLD 'para San Bartolomé, San Eustaquio, Sahara Occidental, San Martín, Sudán del Sur, e Islas Ultramarinas de Estados Unidos respectivamente, nunca han sido asignados ni existen en el DNS.
Todos los demás códigos ISO 3166-1 actuales correspondientes a países, han sido asignados y existen en el DNS. Sin embargo, algunos de ellos en realidad no se usan. En particular, los 'ccTLD 'de los territorios noruegos de Isla Bouvet (.bv) y Svalbard (.sj) existen en el DNS, pero no se ha asignado ningún subdominio, y Norid (el administrador de ccTLD noruego) tiene actualmente la política de no asignarlos.
Aunque ha sido utilizado en alguna ocasión, tampoco se usa el código .gb correspondiente al Reino Unido, ya que estas siglas corresponden en realidad a Gran Bretaña (una parte del Reino Unido), por lo que en su lugar utilizan .uk para todo el Reino Unido.

## Códigos ISO 3166-1 especiales utilizados como ccTLD
Actualmente se usan algunos ccTLD que a pesar de ser códigos ISO 3166-1 reservados para otros usos y no asignados a ningún país, han sido autorizados como ccTLD:
- .ac (Isla Ascensión): Este código surgió de la decisión de 1996 del IANA de permitir el uso de códigos ISO 3166-1 reservados para uso de la Unión Postal Universal.
- .eu (Unión Europea): El 25 de septiembre de 2000 la ICANN decidió permitir el uso de cualquier código de dos letras de la lista de la ISO 3166-1 reservados para cualquier fin. Tras una decisión del Consejo de Ministros de Telecomunicaciones de la UE en marzo de 2002, el progreso ha sido lento, pero un registrador (llamado EURid) ha sido elegido por la Comisión Europea y se han establecido criterios para la reserva. ICANN aprobó el .eu como ccTLD y abrió los registros el 7 de diciembre de 2005 para los poseedores de derechos prioritarios. El 7 de abril de 2006 se abrió el registro al público general.
- .su (Unión Soviética, Soviet Union): Este dominio que inicialmente fue utilizado por la antigua Unión Soviética, nunca llegó a desmantelarse debido a su popularidad. Actualmente el código SU se encuentra reservado de manera excepcional en la ISO 3166-1 como código geográfico para su uso exclusivo como dominio de internet.
- .uk (Reino Unido, United Kingdom): El código ISO 3166-1 para el Reino Unido es GB, sin embargo JANET ya había seleccionado uk como un identificador de nivel superior para un esquema de nombres preexistente, y así fue incorporado a los ccTLD. .gb fue asignado con la intención de realizar una transición, pero esta nunca se hizo y el uso de .uk se ha afianzado. Actualmente el código UK se encuentra reservado de manera excepcional en ISO 3166-1 para el Reino Unido.

Otros códigos pendientes de aprobación:
- .ic (Islas Canarias): El Gobierno regional de Canarias ha solicitado autorización para usar como ccTLD el código IC reservado de manera excepcional por la ISO 3166-1 para este territorio a petición de la Organización Mundial de Aduanas. La petición para usarlo como dominio de nivel superior geográfico se basa en otros precedentes, como el de las islas Åland en Finlandia, las cuales, al igual que las Canarias, contaban con un régimen fiscal diferenciado y disponían de su propio código ISO 3166-1. La ICANN aprobó delegar al Gobierno de Aland el dominio de nivel superior geográfico .ax desde el 18 de enero de 2007. Anteriormente, la mayoría de los sitios web de este archipiélago utilizaban el subdominio .aland.fi.

## Usos no convencionales
Las laxas restricciones de registro para ciertos ccTLD ha originado nombres de dominio como página.de, I.am (‘yo soy’ en inglés) y go.to (‘ir a’ en inglés). Otras variaciones en el uso de ccTLD se han denominado domain hacks, usándose juntos el dominio de segundo nivel y el ccTLD para formar una palabra o título. Esto ha originado dominios como blo.gs de las Islas Georgias del Sur y Sandwich del Sur (.gs), del.icio.us de los Estados Unidos (.us) y cr.yp.to de Tonga (.to). (Con este fin también se han usado TLD no nacionales, como inter.net que usa el TLD genérico .net, probablemente el primero de cuantos se han hecho).

### ccTLD con cambios de significado
- El caso más famoso es el de .tv, que originalmente pertenecía a Tuvalu y fue vendido a Verisign por US$45 millones,[2] y actualmente se utiliza para canales de televisión.
- El dominio .ws, perteneciente a Samoa Occidental (West Samoa), se comercializa como web site.
- La Federación Micronesia vende su dominio, .fm, para radios FM.
- Las Islas Cocos también vendieron su dominio, .cc, a Verisign. Se sugiere que los compradores le pueden dar cualquier significado, como, por ejemplo, cámara de comercio, circuito cerrado, centro de conferencias, centro comunitario, creative commons o country club.[3]
- El dominio de Yibuti (o Djibuti) es .dj, lo que ha sido utilizado en algunos casos para páginas de disc jockeys.
- El dominio de Groenlandia, .gl, fue utilizado ocasionalmente para referirse a Galicia hasta que se creó .gal.
- El dominio de Laos, .la, fue adquirido por Central Nic para ser usado como sufijo del condado de Los Ángeles (California, Estados Unidos). Luego comenzaron a utilizarlo algunos sitios web latinoamericanos.
- El dominio de Mauricio, .mu, es utilizado por el grupo musical Muse y por radios en línea, como space.mu.
- El dominio de Turkmenistán, .tm, se usa conjuntamente para sitios web de dicho país y como abreviatura de trade mark (‘marca registrada’).

## ccTLD históricos
Hay varios ccTLD que han sido eliminados tras ser retirados los correspondientes códigos de 2 letras de la ISO 3166-1, concretamente .bu (para Birmania), .cs (para Checoslovaquia), .yu (para Yugoslavia) y .zr (para Zaire). Puede haber un retraso importante entre la retirada de la ISO 3166-1 y el borrado del DNS: por ejemplo, ZR dejó de ser un código ISO 3166-1 en 1997, pero el ccTLD .zr recién fue borrado en 2001. En el caso del ccTLD .su de la antigua Unión Soviética, no pudo ser retirado debido a su popularidad; al día de hoy sigue en uso y el código SU se encuentra reservado en la ISO 3166-1 como código excepcional para su uso exclusivo como dominio de internet geográfico.

## Lista de dominios de nivel superior geográfico

### Activos
| ccTLD | País / Territorio dependiente / Región    | Observaciones |
| ----- | ----------------------------------------- | --- |
| .ac   | Isla Ascensión                            | Parte del Territorio británico de ultramar de Santa Elena, Ascensión y Tristán de Acuña |
| .ad   | Andorra                                   | |
| .ae   | Emiratos Árabes Unidos                    | |
| .af   | Afganistán                                | |
| .ag   | Antigua y Barbuda                         | |
| .ai   | Anguila                                   | Territorio británico de ultramar |
| .al   | Albania                                   | |
| .am   | Armenia                                   | |
| .ao   | Angola                                    | |
| .aq   | Antártida                                 | Definidas por el Tratado Antártico como todo lo que quede al sur del paralelo 60°S. Los nombres de dominio AQ están disponibles para las organizaciones gubernamentales signatarias del Tratado Antártico y para otros solicitantes de registro que tienen presencia física en la Antártida. |
| .ar   | Argentina                                 | Administrado por NIC Argentina |
| .as   | Samoa Americana                           | Territorio no incorporado de los Estados Unidos |
| .at   | Austria                                   | |
| .au   | Australia                                 | Incluye las Islas Ashmore y Cartier y las Islas del Mar del Coral |
| .aw   | Aruba                                     | País autónomo los Países Bajos |
| .ax   | Åland                                     | Región autónoma de Finlandia |
| .az   | Azerbaiyán                                | |
| .ba   | Bosnia-Herzegovina                        | |
| .bb   | Barbados                                  | |
| .bd   | Bangladés                                 | |
| .be   | Bélgica                                   | |
| .bf   | Burkina Faso                              | |
| .bg   | Bulgaria                                  | |
| .bh   | Baréin                                    | |
| .bi   | Burundi                                   | |
| .bj   | Benín                                     | |
| .bm   | Bermudas                                  | Territorio británico de ultramar |
| .bn   | Brunéi                                    | |
| .bo   | Bolivia                                   | |
| .br   | Brasil                                    | |
| .bs   | Bahamas                                   | |
| .bt   | Bután                                     | |
| .bw   | Botsuana                                  | |
| .by   | Bielorrusia                               | |
| .bz   | Belice                                    | |
| .ca   | Canadá                                    | |
| .cc   | Islas Cocos                               | Administrado por VeriSign. Territorio externo de Australia |
| .cd   | República Democrática del Congo           | Anteriormente Zaire (.zr) |
| .cf   | República Centroafricana                  | |
| .cg   | República del Congo                       | |
| .ch   | Suiza                                     | |
| .ci   | Costa de Marfil                           | |
| .ck   | Islas Cook                                | Estado asociado de Nueva Zelanda |
| .cl   | Chile                                     | Administrado por Nic Chile de la Universidad de Chile. |
| .cm   | Camerún                                   | |
| .cn   | República Popular China                   | Solamente China continental: Hong Kong, Macao y Taiwán (República de China) usan ccTLD separados (.hk, .mo y .tw respectivamente) |
| .co   | Colombia                                  | Administrado por COINTERNET S.A.S E.S.P. para portales públicos y privados en servidores colombianos |
| .cr   | Costa Rica                                | Administrado por la Academia Nacional de Ciencias, por medio de nic.cr |
| .cu   | Cuba                                      | |
| .cv   | Cabo Verde                                | |
| .cw   | Curazao                                   | País autónomo de los Países Bajos |
| .cx   | Isla de Navidad                           | Territorio externo de Australia |
| .cy   | Chipre                                    | |
| .cz   | Chequia                                   | |
| .de   | Alemania                                  | |
| .dj   | Yibuti                                    | |
| .dk   | Dinamarca                                 | |
| .dm   | Dominica                                  | |
| .do   | República Dominicana                      | Administrado por la PUCMM y nic.do |
| .dz   | Argelia                                   | No disponible para uso privado |
| .ec   | Ecuador                                   | Administrado por NIC.EC (NICEC) S. A. |
| .ee   | Estonia                                   | |
| .eg   | Egipto                                    | |
| .er   | Eritrea                                   | |
| .es   | España                                    | Administrado por NIC España a través de la entidad pública Red.es (www.dominios.es). |
| .et   | Etiopía                                   | |
| .eu   | Unión Europea                             | Organización internacional |
| .fi   | Finlandia                                 | |
| .fj   | Fiyi                                      | |
| .fk   | Islas Malvinas                            | Territorio británico de ultramar (reclamado por Argentina) |
| .fm   | Estados Federados de Micronesia           | Lo administra BRS Media Inc. y se promociona para radios FM |
| .fo   | Islas Feroe                               | Región autónoma de Dinamarca |
| .fr   | Francia                                   | |
| .ga   | Gabón                                     | |
| .gd   | Granada                                   | |
| .ge   | Georgia                                   | |
| .gf   | Guayana Francesa                          | Departamento de ultramar francés |
| .gg   | Guernsey                                  | Dependencia de la Corona británica |
| .gh   | Ghana                                     | |
| .gi   | Gibraltar                                 | Territorio británico de ultramar |
| .gl   | Groenlandia                               | Región autónoma de Dinamarca |
| .gm   | Gambia                                    | |
| .gn   | Guinea                                    | |
| .gp   | Guadalupe                                 | Departamento de ultramar francés |
| .gq   | Guinea Ecuatorial                         | |
| .gr   | Grecia                                    | |
| .gs   | Islas Georgias del Sur y Sandwich del Sur | Territorio británico de ultramar (reclamado por Argentina) |
| .gt   | Guatemala                                 | Administrado por la Universidad del Valle de Guatemala |
| .gu   | Guam                                      | Territorio no incorporado de los Estados Unidos |
| .gw   | Guinea-Bisáu                              | |
| .gy   | Guyana                                    | |
| .hk   | Hong Kong                                 | Región administrativa especial de la República Popular China |
| .hm   | Islas Heard y McDonald                    | Territorio externo de Australia |
| .hn   | Honduras                                  | |
| .hr   | Croacia                                   | |
| .ht   | Haití                                     | |
| .hu   | Hungría                                   | |
| .id   | Indonesia                                 | |
| .ie   | Irlanda                                   | |
| .il   | Israel                                    | |
| .im   | Isla de Man                               | Dependencia de la Corona británica |
| .in   | India                                     | |
| .io   | Territorio Británico del Océano Índico    | Territorio británico de ultramar |
| .iq   | Irak                                      | |
| .ir   | Irán                                      | |
| .is   | Islandia                                  | |
| .it   | Italia                                    | Restringido a compañías e individuos de la Unión Europea |
| .je   | Jersey                                    | Dependencia de la Corona británica |
| .jm   | Jamaica                                   | |
| .jo   | Jordania                                  | |
| .jp   | Japón                                     | |
| .ke   | Kenia                                     | |
| .kg   | Kirguistán                                | |
| .kh   | Camboya                                   | |
| .ki   | Kiribati                                  | |
| .km   | Comoras                                   | |
| .kn   | San Cristóbal y Nieves                    | |
| .kp   | Corea del Norte                           | |
| .kr   | Corea del Sur                             | |
| .kw   | Kuwait                                    | |
| .ky   | Islas Caimán                              | Territorio británico de ultramar |
| .kz   | Kazajistán                                | |
| .la   | Laos                                      | |
| .lb   | Líbano                                    | |
| .lc   | Santa Lucía                               | |
| .li   | Liechtenstein                             | |
| .lk   | Sri Lanka                                 | |
| .lr   | Liberia                                   | |
| .ls   | Lesoto                                    | |
| .lt   | Lituania                                  | |
| .lu   | Luxemburgo                                | |
| .lv   | Letonia                                   | |
| .ly   | Libia                                     | |
| .ma   | Marruecos                                 | |
| .mc   | Mónaco                                    | |
| .md   | Moldavia                                  | |
| .me   | Montenegro                                | |
| .mg   | Madagascar                                | |
| .mh   | Islas Marshall                            | |
| .mk   | Macedonia del Norte                       | |
| .ml   | Malí                                      | |
| .mm   | Birmania (Myanmar)                        | |
| .mn   | Mongolia                                  | |
| .mo   | Macao                                     | Región administrativa especial de la República Popular China |
| .mp   | Islas Marianas del Norte                  | Territorio no incorporado de los Estados Unidos |
| .mq   | Martinica                                 | Departamento de ultramar francés |
| .mr   | Mauritania                                | |
| .ms   | Montserrat                                | Territorio británico de ultramar |
| .mt   | Malta                                     | |
| .mu   | Mauricio                                  | |
| .mv   | Maldivas                                  | |
| .mw   | Malaui                                    | |
| .mx   | México                                    | Administrado por NIC México, NIC México |
| .my   | Malasia                                   | |
| .mz   | Mozambique                                | |
| .na   | Namibia                                   | |
| .nc   | Nueva Caledonia                           | Colectividad sui géneris de Francia |
| .ne   | Níger                                     | |
| .nf   | Isla Norfolk                              | Territorio externo de Australia |
| .ng   | Nigeria                                   | |
| .ni   | Nicaragua                                 | Administrado por Nic Ni de la Universidad Nacional de Ingeniería (UNI) |
| .nl   | Países Bajos                              | |
| .no   | Noruega                                   | |
| .np   | Nepal                                     | |
| .nr   | Nauru                                     | |
| .nu   | Niue                                      | Estado asociado de Nueva Zelanda |
| .nz   | Nueva Zelanda                             | |
| .om   | Omán                                      | |
| .pa   | Panamá                                    | |
| .pe   | Perú                                      | Administrado por la Red Científica Peruana (RCP) |
| .pf   | Polinesia Francesa                        | Incluyendo la Isla Clipperton. Colectividad de ultramar de Francia |
| .pg   | Papúa Nueva Guinea                        | |
| .ph   | Filipinas                                 | |
| .pk   | Pakistán                                  | |
| .pl   | Polonia                                   | |
| .pm   | San Pedro y Miquelón                      | Colectividad de ultramar de Francia |
| .pn   | Islas Pitcairn                            | Territorio británico de ultramar |
| .pr   | Puerto Rico                               | Estado libre asociado de Estados Unidos |
| .ps   | Palestina                                 | Cisjordania y la Franja de Gaza |
| .pt   | Portugal                                  | |
| .pw   | Palaos                                    | |
| .py   | Paraguay                                  | Administrado por NIC Paraguay |
| .qa   | Catar                                     | |
| .re   | Reunión                                   | Departamento de ultramar francés |
| .ro   | Rumania                                   | |
| .rs   | Serbia                                    | |
| .ru   | Rusia                                     | |
| .rw   | Ruanda                                    | |
| .sa   | Arabia Saudita                            | |
| .sb   | Islas Salomón                             | |
| .sc   | Seychelles                                | |
| .sd   | Sudán                                     | |
| .se   | Suecia                                    | |
| .sg   | Singapur                                  | |
| .sh   | Santa Elena, Ascensión y Tristán de Acuña | Territorio británico de ultramar |
| .si   | Eslovenia                                 | |
| .sk   | Eslovaquia                                | |
| .sl   | Sierra Leona                              | |
| .sm   | San Marino                                | |
| .sn   | Senegal                                   | |
| .so   | Somalia                                   | |
| .sr   | Surinam                                   | |
| .st   | Santo Tomé y Príncipe                     | |
| .su   | Unión Soviética                           | Sigue autorizado el dominio de manera excepcional |
| .sv   | El Salvador                               | Administrado por SVNet, SVNet |
| .sx   | Sint Maarten                              | País autónomo de los Países Bajos |
| .sy   | Siria                                     | |
| .sz   | Suazilandia                               | |
| .tc   | Islas Turcas y Caicos                     | Territorio británico de ultramar |
| .td   | Chad                                      | |
| .tf   | Territorios Australes Franceses           | Colectividad de ultramar de Francia |
| .tg   | Togo                                      | |
| .th   | Tailandia                                 | |
| .tj   | Tayikistán                                | |
| .tk   | Tokelau                                   | Usado como servicio público gratuito de dominios, es administrado por la empresa Taloha Inc. y por el gobierno de Tokelau. Territorio dependiente de Nueva Zelanda |
| .tl   | Timor Oriental                            | El antiguo código .tp sigue en uso, si bien ya no admite nuevos registros |
| .tm   | Turkmenistán                              | Además de satisfacer las necesidades del país se promociona como abreviatura de trade mark |
| .tn   | Túnez                                     | |
| .to   | Tonga                                     | |
| .tr   | Turquía                                   | |
| .tt   | Trinidad y Tobago                         | |
| .tv   | Tuvalu                                    | Administrado por VeriSign para canales de televisión |
| .tw   | Taiwán (República de China)               | La República de China (Taiwán), incluye la isla de Taiwán y otras islas menores contiguas |
| .tz   | Tanzania                                  | |
| .ua   | Ucrania                                   | |
| .ug   | Uganda                                    | |
| .uk   | Reino Unido                               | Por aplicación de la norma ISO 3166-a, a este país correspondería en realidad el código .gb. |
| .us   | Estados Unidos                            | |
| .uy   | Uruguay                                   | Administrado por ANTEL - https://nic.com.uy |
| .uz   | Uzbekistán                                | |
| .va   | Ciudad del Vaticano                       | |
| .vc   | San Vicente y las Granadinas              | |
| .ve   | Venezuela                                 | Administrado por la República Bolivariana de Venezuela a través de Conatel y de NIC.ve |
| .vg   | Islas Vírgenes Británicas                 | Territorio británico de ultramar |
| .vi   | Islas Vírgenes de los Estados Unidos      | Territorio no incorporado de los Estados Unidos |
| .vn   | Vietnam                                   | |
| .vu   | Vanuatu                                   | |
| .wf   | Wallis y Futuna                           | Colectividad de ultramar de Francia |
| .ws   | Samoa                                     | Administrado por WorldSite.ws se usa como dominio alternativo con el significado de web site |
| .ye   | Yemen                                     | |
| .yt   | Mayotte                                   | Departamento de ultramar de Francia |
| .za   | Sudáfrica                                 | |
| .zm   | Zambia                                    | |
| .zw   | Zimbabue                                  | |

### Asignados pero sin uso
| ccTLD | País / Territorio dependiente / Región | Observaciones          |
| ----- | -------------------------------------- | ---------------------- |
| .bv   | Isla Bouvet                            | Territorio de Noruega  |
| .gb   | Gran Bretaña                           | Se usa .uk en su lugar |
| .sj   | Svalbard y Jan Mayen                   | Territorio de Noruega  |

### Reservados pero no asignados
| ccTLD | País / Territorio dependiente / Región       | Observaciones                                   |
| ----- | -------------------------------------------- | ----------------------------------------------- |
| .bl   | San Bartolomé                                | Colectividad de ultramar de Francia             |
| .bq   | Caribe Neerlandés                            | Municipios especiales de los Países Bajos       |
| .eh   | Sahara Occidental                            |                                                 |
| .mf   | San Martín                                   | Colectividad de ultramar de Francia             |
| .ss   | Sudán del Sur                                |                                                 |
| .um   | Islas Ultramarinas Menores de Estados Unidos | Territorio no incorporado de los Estados Unidos |

### Eliminados o retirados
| ccTLD | País / Territorio dependiente / Región | Observaciones |
| ----- | -------------------------------------- | --- |
| .an   | Antillas Neerlandesas                  | Las Antillas Neerlandesas fueron disueltas en 2010 |
| .bu   | Birmania                               | Actualmente el país se llama Myanmar, y usa el ccTLD .mm desde 1989                                                                                     |
| .cs   | Checoslovaquia                         | Tras la división del país en 1993 fue sustituido por .cz (Chequia) y .sk (Eslovaquia), hasta su eliminación, en enero de 1995                           |
| .dd   | República Democrática Alemana          | Aunque estuvo reservado, nunca llegó a usarse |
| .tp   | Timor Oriental                         | El nuevo ccTLD es .tl |
| .yu   | Yugoslavia                             | Usado por la antigua Yugoslavia y posteriormente por Serbia y Montenegro, que ahora utilizan .rs y .me, respectivamente. Abolido el 30 de marzo de 2010 |
| .zr   | Zaire                                  | Actualmente el país se llama República Democrática del Congo y usa el ccTLD .cd; .zr fue eliminado en 2001                                              |